# Pravokotni trikotnik
Pravokótni trikótnik je trikotnik, v katerem je eden izmed notranjih kotov pravi, torej meri π/2 oziroma 90°. 
Pravokotni trikotnik po navadi označimo tako, da je pravi kot γ (tako kot na sliki). Iz lastnosti vsote notranjih kotov sledi: 
{\displaystyle \alpha +\beta =\pi -\gamma ={\frac {\pi }{2}}=90^{\circ }\!\,.}
Kota α in β sta torej komplementarna.
Stranici ob pravem kotu (na sliki a in b) se imenujeta kateti, tretja stranica (na sliki c) pa se imenuje hipotenuza.

## Splošne značilnosti
Posebna pravokotnika sta med drugim enakokraki pravokotni trikotnik in trikotnik 30–60–90.

### Pitagorov izrek
V pravokotnem trikotniku velja Pitagorov izrek:
{\displaystyle c^{2}=a^{2}+b^{2}\!\,.}
Pitagorov izrek je neposredna posledica kosinusnega izreka za primer, ko kot meri 90°:
{\displaystyle c^{2}=a^{2}+b^{2}-2ab\cos 90^{\circ }=a^{2}+b^{2}-0=a^{2}+b^{2}\!\,.}

### Talesov izrek
Središče očrtanega kroga se nahaja točno na sredini hipotenuze, njegov polmer pa je enak polovici hipotenuze:
{\displaystyle r={\frac {c}{2}}\!\,.}
To je posledica Talesovega izreka, ki zagotavlja, da se premer kroga vidi pod kotom 90° iz vseh točk krožnice (razen iz krajišč premera).

### (Evklidov) višinski izrek in Evklidova izreka
Višina na hipotenuzo pravokotni trikotnik razdeli na dva manjša trikotnika, ki sta podobna prvotnemu trikotniku ABC. Iz dejstva, da imajo podobni trikotniki stranice v enakem razmerju, lahko izpeljemo naslednje lastnosti:
- (Evklidov) višinski izrek: {\displaystyle v_{c}^{2}=c_{a}~c_{b}\!\,}
- prvi Evklidov izrek: {\displaystyle a^{2}=c~c_{a}\!\,}
- drugi Evklidov izrek: {\displaystyle b^{2}=c~c_{b}\!\,}

Pri tem sta ca in  cb pravokotni projekciji katet na hipotenuzo (glej sliko).